# Arco catenario

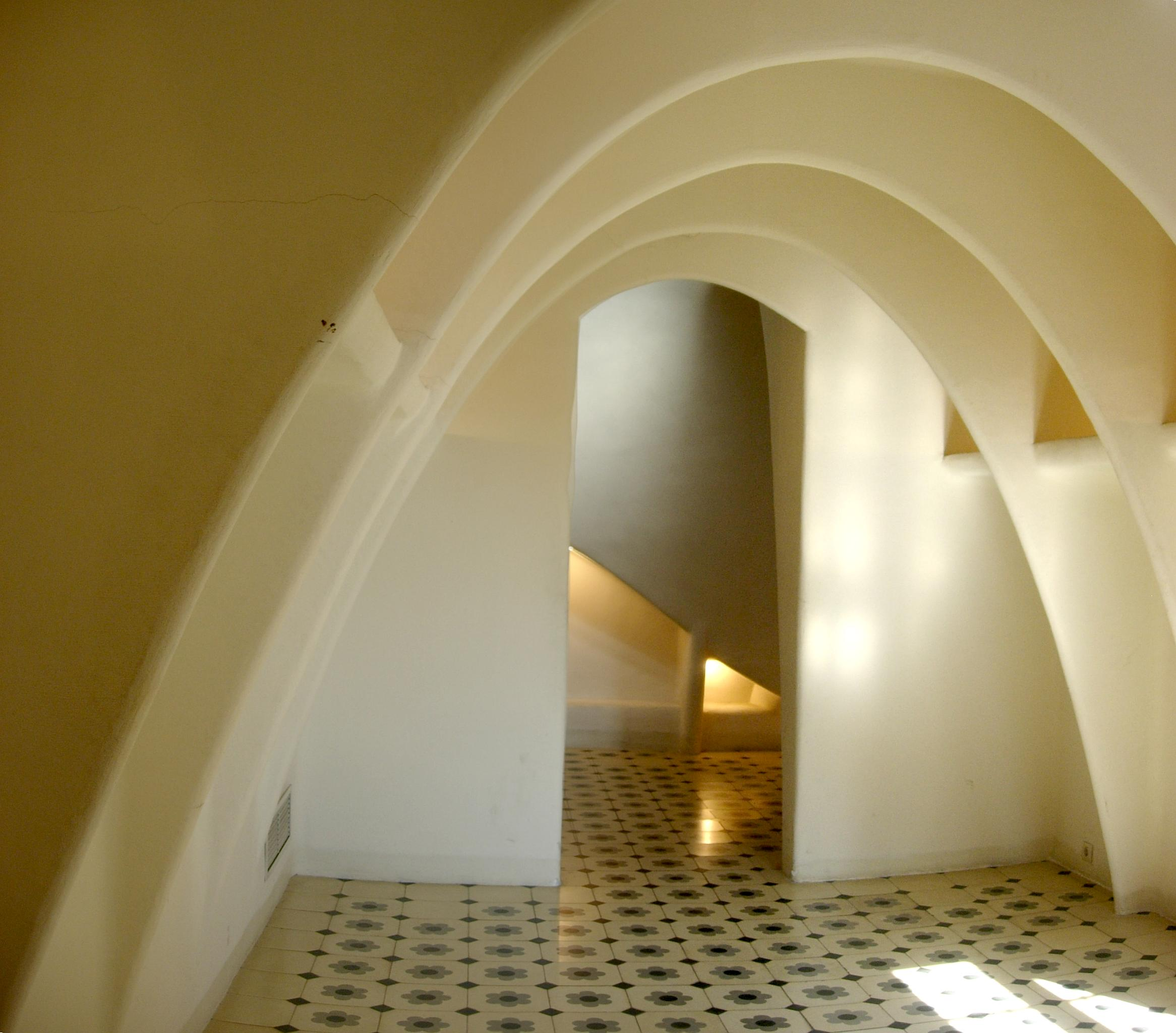
Esempio di arco catenario
Casa Batlló - Antoni Gaudí

L'arco catenario o arco di catenaria o arco parabolico (termine improprio) è un arco la cui curva ricorda quella di una lunga catena tenuta dalle due estremità e lasciata pendere, la catenaria appunto, che somiglia ad una parabola.
È detto anche arco equilibrato perché la sua forma consente una omogenea redistribuzione del carico; a differenza di altri tipi di archi, quali l'arco romano (a tutto sesto) o l'arco gotico (a sesto acuto), non necessita né di contrafforti né di altri elementi di supporto.

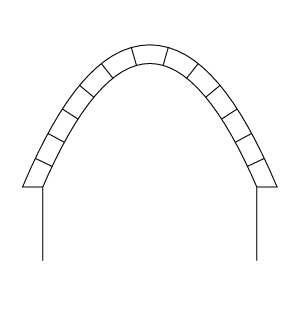
Arco catenario
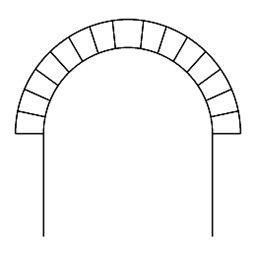
Arco a tutto sesto
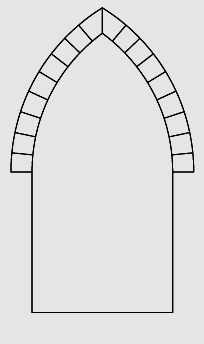
Arco a sesto acuto

L'equazione della catenaria può essere espressa matematicamente tramite il coseno iperbolico:

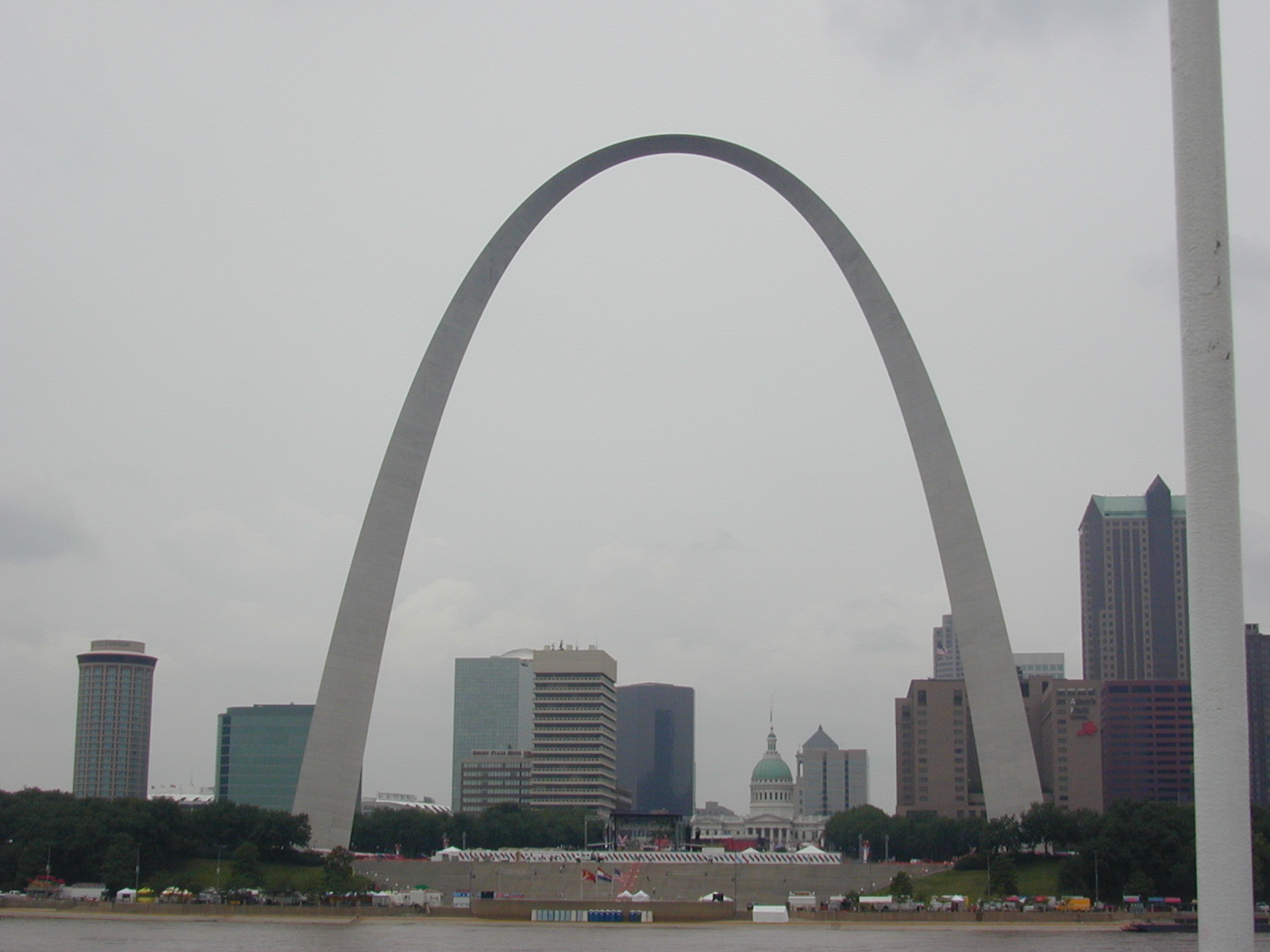
Gateway Arch

Uno dei più famosi edifici dove fu adottata questa soluzione è senz'altro il tempio della Sagrada Família a Barcellona, oltre alla cupola della cattedrale di San Paolo di Londra.
Uno degli esempi più famosi, il Gateway Arch di St. Louis, Missouri, non è in realtà una catenaria pura nella forma espressa dalla formula matematica caratteristica. Si tratta invece di una catenaria pesata, che ha la formula più generica {\displaystyle y=Acosh(Bx)} con A e B indipendenti.